# 窈窕淑女 (漫畫)
《窈窕淑女》是日本漫畫家大和和紀創作的少女漫畫。1975年至1977年間，於講談社的週刊《少女朋友》上連載，並於1977年獲得第1屆講談社漫畫獎少女漫畫部門獎。其後推出全八冊單行本以及全四冊文庫版。台灣長鴻出版社曾發行正式中文版本。
在1978年6月3日至1979年3月31日期間，日本動畫公司改篇製作的電視動畫於朝日放送頻道播出（全42集）。原本製作方計劃動畫會播放大約1年，但其後因節目遭到腰斬而中止，因此在動畫完結時並沒有描述原作中的結局。
本作亦先後被改編為多部真人電視劇，例如在1979至1980年間，由寶塚歌劇團團員演出並且於關西電視台播出的真人版電視劇；1985年真人電視劇富士電視台版本；以及於2002年TBS電視台播映之節目《早安少女組。新春！Love故事》內的真人電視劇。此外，在1987年12月12日上映了由東映拍攝的真人電影版本。
2005年，朝日電視台進行了一項全國性調查，訪問不同年齡組別的日本人從而選出100部最受歡迎的動畫作品，結果本作排名95位。
2017年，為紀念作者大和和紀漫畫生涯50週年，講談社宣佈將本作改拍為動畫電影，並分前篇和後篇上映。前篇於同年11月11日上映，而後篇將於2018年內上映。此外，寶塚歌劇團亦改編本作為音樂劇，在同年10月分別於梅田藝術劇場及日本青年館進行公演。並在2020年7月至11月在寶塚大劇場及東京寶塚劇場再演。。

## 故事簡介
本作舞台是大正時期，以大正民主、西伯利亞干涉及關東大地震等事件為背景，描述男女主角兩人之間的戀愛故事。
花村紅緒是一位活潑好動少女，不擅於料理裁縫等家務，但擅長劍道。某天，紅緒被父親告知伊集院家的少爺伊集院忍是自己指腹為婚的未婚夫，雖然她極為反感，但也不得不住在伊集院家。
然而命運終究把紅緒與忍牽在了一起。溫柔善良的少尉伊集院忍，對紅緒一見鍾情，包容她的任性，亦不斷鼓勵她。可是，忍前往西伯利亞戰場抗擊俄國軍隊，其後更傳出死訊，令紅緒傷心不已。即使如此，紅緒還是相信著忍仍然活著。
為了守護無後的伊集院家及期望著忍的歸來，紅緒選擇成為一名職場女性，開拓起自己的人生之路。

## 登場人物
- 配音員以電視動畫版／劇場版排序；演員以電視劇（1979年版）／電視劇（1985年版）／電視劇（2002年版）／真人電影版排序。

花村紅緒
配音：橫澤啟子／早見沙織
演出：花鳥いつき／三田寛子／石川梨華／南野陽子
女主角。母親早逝，被軍人父親花村少佐一手帶大。活潑好動，不擅於料理裁縫等家務，但擅長劍道及槍道。
伊集院忍
配音：森功至／宮野真守
演出：平みち／野口五郎／澤村一樹／阿部寬
男主角。伊集院家的少爺，性情溫柔。陸軍少尉。紅緒指腹為婚的未婚夫，對紅緒一見鍾情且包容她。
藤枝蘭丸
配音：杉山佳壽子／梶裕貴
演出：瀬川佳英（1979年版電視劇）
紅緒的青梅竹馬。性格老實沉穩，常被紅緒捉弄，但其實暗戀她。
北小路環
配音：吉田理保子／瀨戶麻沙美
演出：美雪花代／城戸真亞子／吉澤瞳／篠山葉子
紅緒的好友，與紅緒就讀同一所女校。出身高貴的小姐，是忍的青梅竹馬。有著獨立進步的思想，是紅緒傾吐的對象和憧憬的人。
青江冬星
配音：井上真樹夫／櫻井孝宏
演出：劍幸／ - ／ - ／田中健
紅緒工作的出版社「冗談社」的社長，兼「冗談俱樂部」主編。不擅長應付女性。
鬼島森吾
配音：安原義人／中井和哉
演出：日向薫／ - ／ - ／本田博太郎
軍曹。伊集院的部下，與其一起出兵西伯利亞。雖然左臉有一道十字型傷疤，予人一種粗狂的感覺，但卻很溫柔。

## 出版書籍
| 卷數 | 講談社     | 講談社                 | 長鴻出版社 | 長鴻出版社         |
| 卷數 | 發售日期   | ISBN                   | 發售日期   | ISBN               |
| ---- | ---------- | ---------------------- | ---------- | ------------------ |
| 1    | 1975年9月  | ISBN 978-4-06-109676-9 | 1994年7月  | ISBN 9789576756283 |
| 2    | 1976年1月  | ISBN 978-4-06-109677-6 | 1994年7月  | ISBN 9789576756283 |
| 3    | 1976年4月  | ISBN 978-4-06-109678-3 | 1994年7月  | ISBN 9789576756290 |
| 4    | 1976年7月  | ISBN 978-4-06-109717-9 | 1994年7月  | ISBN 9789576756306 |
| 5    | 1976年10月 | ISBN 978-4-06-109718-6 | 1994年7月  | ISBN 9789576756313 |
| 6    | 1977年2月  | ISBN 978-4-06-109719-3 | 1994年7月  | ISBN 9789576756320 |
| 7    | 1977年4月  | ISBN 978-4-06-109720-9 | 1994年7月  | ISBN 9789576756337 |
| 8    | 1977年5月  | ISBN 978-4-06-109744-5 | 1999年3月  | ISBN 9789576756320 |

## 電視動畫
1978年至1979年間，日本動畫公司製作的電視動畫於朝日放送頻道播出，共42話。而日本電視台及NHK衛星第2頻道則分別在1980年代及2003年重播。

### 製作人員
- 製作：本橋浩一
- 製作管理：高桑充
- 企劃：佐藤昭司
- 監督：横田和善、馬越彌彥
- 劇本：高橋二三
- 人物設計：芝山努
- 美術監督：瀬戸内一
- 攝影監督：萩原亨
- 編輯：古池東風、上遠野英俊
- 音樂：山口益弘（日语：山口ますひろ）
- 製片人：根来昭
- 動畫製作：日本動畫公司
- 製作協力：TRANS ARTS
- 製作：日本動畫公司、朝日放送

### 主題曲
片頭曲
片尾曲
作詞：中里綴／編曲：山口／作曲、演唱：關田昇介

### 各話列表
| 話數 | 原文標題 | 分鏡                | 作畫監督          |
| ---- | -------- | ------------------- | ----------------- |
| 1    |          | よこよこお          | 田代和男          |
| 2    |          | 吉田浩              | 水村十司          |
| 3    |          | 高垣幸蔵            | 永樹龍博          |
| 4    |          | 松浦錠平            | 田中英二 岸義之   |
| 5    |          | 熊瀬哲郎            | 田代和男          |
| 6    |          | 吉田浩              | 田中英二 水村十司 |
| 7    |          | 高垣幸蔵            | 田中英二          |
| 8    |          | 吉田浩              | 田中英二 西城隆詞 |
| 9    |          | 吉田浩              | 田中英二 岸義之   |
| 10   |          | 吉田浩              | 田代和男          |
| 11   |          | 吉田浩              | 田中英二 水村十司 |
| 12   |          | 熊瀬哲郎            | 田中英二 西城隆詞 |
| 13   |          | 吉田浩              | 田代和男          |
| 14   |          | 馬越彦称            | 田中英二 岸義之   |
| 15   |          | 高垣幸蔵            | 永樹龍博          |
| 16   |          | 吉田浩              | 田中英二 水村十司 |
| 17   |          | 吉田浩              | 田中英二 西城隆詞 |
| 18   |          | 吉田浩              | 藤原真理          |
| 19   |          | 吉田浩              | 田中英二 水村十司 |
| 20   |          | 高垣幸蔵            | 永樹龍博          |
| 21   |          | 吉田浩              | 田中英二 岸義之   |
| 22   |          | 高垣幸蔵            | 富永貞義          |
| 23   |          | 吉田浩              | 田中英二 西城隆詞 |
| 24   |          | 吉田浩              | 田代和男          |
| 25   |          | 吉田浩              | 富永貞義          |
| 26   |          | 高垣幸蔵            | 永樹龍博          |
| 27   |          | 馬越彦称            | 田中英二 水村十司 |
| 28   |          | 吉田浩              | 田中英二 西城隆詞 |
| 29   |          | 吉田浩              | 田中英二 岸義之   |
| 30   |          | 吉田浩              | 田代和男          |
| 31   |          | 吉田浩              | 富永貞義          |
| 32   |          | よこよこお 大滝勝之 | 田中英二 水村十司 |
| 33   |          | 吉田浩              | 永樹龍博          |
| 34   |          | 吉田浩              | 田中英二 西城隆詞 |
| 35   |          | 吉田浩              | 富永貞義          |
| 36   |          | 吉田浩              | 田中英二 岸義之   |
| 37   |          | 吉田浩              | 田中英二 水村十司 |
| 38   |          | 山崎勝彦            | 永樹龍博          |
| 39   |          | よこよこお          | 田中英二 西城隆詞 |
| 40   |          | 吉田浩              | 田代和男          |
| 41   |          | 吉田浩              | 田中英二 岸義之   |
| 42   |          | 吉田浩              | 田代和男 富永貞義 |

## 劇場版
作為記念「大和和紀畫業50週年」計劃的其中一環，日本動畫公司改編本作為劇場版，《窈窕淑女 前篇 ～紅緒、花樣的17歲～》於2017年11月11日上映，而《窈窕淑女 後篇 ～花樣的東京大浪漫～》於2018年10月19日上映。

### 製作人員
劇場版的製作人員包括：
- 原作：大和和紀「窈窕淑女」（講談社「KCDX（The Dessert」）所載）
- 監督：古橋一浩（前篇）、城所聖明（後篇）
- 劇本：古橋一浩
- 人物設計：西位輝實
- 副人物設計、總作畫監督：小池智史
- 背景設計、美術監督：秋山健太郎
- 色彩設計：辻田邦夫
- 攝影監督：荻原猛夫（Graphinica）
- 音響監督：若林和弘
- 音樂：大島滿
- 動畫製作：日本動畫公司
- 製作：劇場版《窈窕淑女》製作委員會
- 發行：日本華納家庭娛樂

### 主題曲
（前篇）
作詞、作曲：竹內瑪莉亞，編曲：増田武史，主唱：早見沙織
（後篇）
作詞、作曲：竹內瑪莉亞，編曲：前口渉，主唱：早見沙織

## 電影
電影版《窈窕淑女》改編自同名漫畫，由東映製作及發行，於1987年12月12日上映。

### 製作人員
電影版《窈窕淑女》的製作人員包括：
- 原作：大和和紀
- 監督：佐藤雅道
- 助監督：三輪誠之
- 製片人：稻生達朗、河瀬光、河井真也
- 劇本：西岡琢也
- 企劃：植田泰治
- 美術：高橋章
- 攝影：大町進
- 編輯：中野博
- 音樂：萩田光雄、大谷和夫
- 音樂製作人：石川光
- 錄音：宗方弘好
- 發行：東映

### 主題曲

作詞：小倉，作曲：國安亘，主唱：南野陽子

## 電視劇

### 1979年版
1979年4月7日至1980年8月30日期間，在寶塚歌劇團的連續音樂劇節目內以《寶塚浪漫電視·窈窕淑女》的名義於關西電視台播放，並由劇團團員演出。但由於肖像權及其他問題，電視台無法重播本節目及將其製成DVD。
製作人員
- 原作：大和和紀
- 演出、劇本：植田紳爾

演員
- 花村紅緒：花鳥いつき（日语：花鳥いつき）
- 伊集院忍：平みち
- 青江冬星：劍幸
- 北小路環：美雪花代（日语：美雪花代）
- 鬼島軍曹：日向薫
- 藤枝蘭丸：瀬川佳英（日语：瀬川佳英）
- 拉里薩：
- 故事旁白：

### 1985年版
1985年4月15日於富士電視台播放。
製作人員
- 原作：大和和紀
- 劇本：森保鐵志
- 演出：福田真治
- 音樂：城之內美莎
- 制作：富士電視台、泉放送制作

演員
- 花村紅緒：三田寛子（日语：三田寛子）
- 伊集院忍：野口五郎
- 北小路環：城戸真亞子（日语：城戸真亜子）
- 其他：久我美子、小鹿番、水野晴郎、笑福亭笑瓶、南州太郎、岡本麗、若村麻由美等

### 2002年版
2002年於TBS電視台播映之節目《早安少女組。新春！Love故事》內的一個環節，演員幾乎為組合早安少女組的成員。
製作人員
- 原作：大和和紀
- 劇本：遠藤彩見
- 演出：星田良子

演員
- 花村紅緒：石川梨華
- 伊集院忍：澤村一樹
- 北小路環：吉澤瞳
- 桂木琉璃子：矢口真里
- 其他：小川麻琴、高橋愛、紺野朝美、新垣里沙等

## 外部連結
- 大和和紀畫業50週年 特設網頁（講談社） （页面存档备份，存于） （日語）
- 劇場版《窈窕淑女》官方網站 （页面存档备份，存于） （日語）
- 劇場版《窈窕淑女》的X（前Twitter） （日語）